# 828-й отдельный разведывательный артиллерийский дивизион
828-й отдельный армейский разведывательный артиллерийский дивизион Резерва Главного Командования — воинское формирование Вооружённых Сил СССР, принимавшее участие в Великой Отечественной войне.
Сокращённое наименование — 828-й оарадн РГК.

## История
Сформирован 27 апреля 1942 года (Постановление ГКО СССР № 1525/ сс от 2 апреля 1942 года (о формировании орадн)) в составе 50-й армии Западного фронта.
В действующей армии с 27.04.1942 по 01.06.1944.
В ходе Великой Отечественной войны вёл артиллерийскую разведку в интересах артиллерии соединений  50-й армии Западного, Брянского, Белорусского   и 2-го Белорусского  фронтов.
1 июня 1944 года в соответствии с приказом НКО СССР от 16 мая 1944 года №0019 «Об усилении армий артиллерийскими средствами контрбатарейной борьбы», директивы заместителя начальника Генерального штаба РККА от 22 мая 1944 г. №ОРГ-2/476 828-й оарадн обращён на формирование 144-й пабр 50-й армии 2-го Белорусского фронта .

## Состав
до октября 1943 года
- Штаб
- Хозяйственная часть
- батарея звуковой разведки (БЗР)
- батарея топогеодезической разведки (БТР)
- взвод оптической разведки (ВЗОР)
- фотограмметрический взвод (ФГВ)
- артиллерийский метеорологический взвод (АМВ) (и октябре 1943 года передан в штабную батарею УКАРТ армии)
- хозяйственный взвод

с октября 1943 года
- Штаб
- Хозяйственная часть
- 1-я батарея звуковой разведки (1-я БЗР)
- 2-я батарея звуковой разведки (2-я БЗР)
- батарея топогеодезической разведки (БТР)
- взвод оптической разведки (ВЗОР)
- фотограмметрический взвод (ФГВ)
- хозяйственный взвод

## Подчинение
| Дата                 | Фронт                 | Армия      | Корпус | Дивизия | Бригада | Примечания |
| -------------------- | --------------------- | ---------- | ------ | ------- | ------- | ---------- |
| 27.04.42 -18.08.44г. | Западный фронт        | 50-я армия | -      | -       | -       | -          |
| 18.08.44 -20.10.43г  | Брянский фронт        | 50-я армия | -      | -       | -       | -          |
| 20.10.43 -16.04.44г  | Белорусский фронт     | 50-я армия | -      | -       | -       | -          |
| 16.04.44 -1.06.44г   | 2-й Белорусский фронт | 50-я армия | -      | -       | -       | -          |

## Командование дивизиона
Командир дивизиона
- майор Захаров Иван Захарович
- капитан Дубровский Дмитрий Селивёрстович

Заместитель командира дивизиона
- капитан Максимов Николай Андреевич

Начальник штаба дивизиона
- капитан Дубровский Дмитрий Селиверстович
- капитан Барабанов Николай Фёдорович

Заместитель командира дивизиона по политической части
Помощник начальника штаба дивизиона
Помощник командира дивизиона по снабжению
- капитан и/с Горбачёв Василий Никитович

## Командиры подразделений дивизиона
Командир  БЗР(до октября 1943 года)
- ст. лейтенант Тупицын Павел Иванович

Командир 1-й БЗР
- ст. лейтенант, капитан Тупицын Павел Иванович

Командир 2-й БЗР
- ст. лейтенант, капитан Анастасьев Евгений Архипович

Командир БТР
- капитан Гавриков Георгий Прокофьевич
- ст. лейтенант Ходаков Александр Васильевич

Командир ВЗОР
Командир ФГВ
- лейтенант Слепцов Павел Андреевич

Командир АМВ(до октября 1943 года)
- ст. лейтенант Подгаевский Павел Никитович